# Stilivannuccia hastata
Stilivannuccia hastata är en plattmaskart som först beskrevs av Ax 1974, och fick sitt nu gällande namn av Faubel och Rhode 1998. Stilivannuccia hastata ingår i släktet Stilivannuccia och familjen Coelogynoporidae.
Artens utbredningsområde är Galápagosöarna. Inga underarter finns listade i Catalogue of Life.